# سیارک ۱۹۰۸۰
سیارک ۱۹۰۸۰ (به انگلیسی: 19080 Martinfierro، نامگذاری:1970JB) نوزده هزار و هشتادمین سیارک کشف شده‌است که در ۱۰ مه ۱۹۷۰ کشف شد.